# Паразитология
Паразитологията е наука, която изучава произхода и еволюцията на паразитите, тяхното устройство, функция, жизнен цикъл, разпространение, взаимодействието им с гостоприемника, заболяванията, които предизвикват и начините на борба с тях.
Паразитите могат да бъдат както едноклетъчни, така и многоклетъчни организми. Те спадат към 14 типа организми, основните от които са първаци, гъби, мешести, плоски червеи, кръгли червеи, прешленести червеи, членестоноги, мекотели, бодлокожи, хордови и др. Към многоклетъчните принадлежат гъбите и други висши животни.
Най-срещаните паразити принадлежат към следните типове:
1. Тип първаци (лайшмания, трипанозома, трихомонас, амеби, малариен плазмодий и др.).
2. Тип плоски червеи.
3. Тип кръгли червеи (клас нематода).
4. Тип прешленести червеи (пиявици).
5. Тип членестоноги (някои представители на ракообразни, паякообразни, многоножки, насекоми и др.).